# Дон Кихот
 Тази статия е за романа „Дон Кихот“.  За други значения вижте Дон Кихот (пояснение).  
„Дон Кихот де ла Манча“ (на испански: Don Quijote de la Mancha) е роман от испанския писател Мигел де Сервантес. Цялото му заглавие е „Знаменитият идалго Дон Кихот де ла Манча“ (на испански: El Ingenioso Hidalgo Don Quijote de la Mancha). Романът е в две части, първата от които е публикувана през 1605 г., а втората – през 1615 г. Творбата се смята за една от най-емблематичните в испанската и световна литература.
Към днешна дата съществуват много адаптации на романа, като основният текст също бива многократно преиздаван. През 2005 година книгата празнува 400-годишнина, отбелязана подобаващо по света. Испанското правителство пуска в обращение монета от 2 евро, на гърба на която е изобразен рицарят с леген за бръснене на главата, стара ризница и копие.
Книгата разказва за съдбата на благородника Алонсо Кихано, който чете изключително много рицарски романи, вследствие на което губи своя разум и самопровъзгласявайки се за рицар, въпреки че рицарското време отдавна е отминало, решава да донесе справедливост на света. За свое прозвище приема Дон Кихот де ла Манча. Негов верен помощник става Санчо Панса – обикновен фермер.
В романа силно подчертано е направлението реализъм, метатекстовост, интертекстуалност. Книгата има огромно влияние върху литературната общност, за което свидетелстват директни препратки в „Тримата мускетари“ (1844) на Александър Дюма, „Приключенията на Хъкълбери Фин“ (1884) и „Сирано дьо Бержерак“ (1897) на Едмон Ростан. А. Шопенхауер дори цитира „Дон Кихот де Ла Манча“ като един от четирите най-велики романа, писани някога.

## Сюжет
Внимание:  Текстът по-долу разкрива сюжета на произведението (или части от него)!
Придадена е достоверност на текста. Авторът казва, че първите глави са взети от „Архива на ла Манча“, а останалите са преведени от арабски език. Историята на дон Кихот разказва за приключенията на испанския идалго Дон Кихот и неговия оръженосец – Санчо Панса. Дон Кихот е видимо луд за останалите хора. По време на своите пътувания, героите се срещат с различни личности (командири, войници, свещеници, избягали затворници и др.). Понякога персонажите разказват приказки, свързани с реално случили се събития (битките по време на осемгодишната война).
Произведението започва с предговор, в който авторът се обръща към читателя, казвайки, че иска това да е най-хубавата от всички книги. Мигел де Сервантес казва, че не очаква от нас (читателите) да оправдаем недостатъците на героите и че можем сами да преценим ситуациите, в които Дон Кихот изпада и доколко решенията на героя са адекватни. Признава също, че написването на предговора към романа е била най-сложната част от книгата. Авторът предупреждава за липсата на сонети, епиграми и възхвали, писани от важни личности, които са характерни за повечето произведения. Освен обръщение към читателя, предговорът съдържа и диалог с приятел на автора, който се опитва да опровергае решенията му относно написването на книгата. Въпросният приятел смята, че мнението на Сервантес е неадекватно и че той трябва да включи в произведението сонети, епиграми, възхвали, които просто да напише сам и да ги припише на някоя високопоставена личност. Освен това смята, че задължително в романа трябва да присъстват известни латински фрази, защото това е начинът авторът да бъде сметнат за граматик, което е доста престижно. Съветва го задължително да включи и списък с автори в своя роман, който да издейства да друга книга. Всички свои предложения оправдава с това, че дори да бъде заподозряна измама – тя не може да бъде доказана по никакъв начин. Сервантес, разбира се, не се вслушва в тези съвети и създава една „истинска и неподправена история на знаменития Дон Кихот де ла Манча“.
Романът започва с главния герой – Алонсо Кихано, наближаващ петдесетте години, който живее със своята племенница и икономката си, в част на Ла Манча. Алонсо Кихано е един обикновен благородник, вманиачен в четенето на рицарски истории и книги, вярвайки, че всичко, написано в тях, е вярно. Неговите приятели и роднини го вземат за луд, когато ненадейно главният герой променя името си на дон Кихот и се самопровъзгласява за рицар. Прави сам костюма си, и поема на път из земите на тогавашна Испания, яхнал своя стар кон, който кръщава Росинант (на испански означава „кранта“). Въобразява си, че съседското момиче – обикновена селянка, е принцеса Дулсинея, на която той е обрекъл сърцето си във вечна любов и посвещава подвизите си именно на нея.
С напускането на дома, Дон Кихот отсяда в крайпътна кръчма, която през своя поглед приема като замък. Кръчмарят, разбира се, е приет като владетел на замъка и точно поради тази причина Дон Кихот го моли да го посвети в рицарство. На сутринта е извършена „церемонията“. След като вече е истински рицар, той се запътва към дома, за да се снабди с пари и да намери верен слуга. По-късно го открива в лицето на Санчо Панса, който напълно осъзнава, че господарят му е луд, но се придържа към илюзията, надявайки се да спечели богатства. Връщайки се към дома, Дон Кихот забелязва завързано момче, което бива тормозено от господаря си. Смята, че е решил разпрата с преговори, но след заминаването му момчето е набито още по-жестоко.
След сблъсък с търговци, предизвикан заради обида към любимата му Дулсинея, Дон Кихот е намерен от свой съселянин, който го прибира към дома. Близките му изгарят голяма част от библиотеката му, под ръководството на свещеник, който решава кои книги да бъдат оставени и кои – изгорени. След това зазиждат вратата и оправдават липсата на библиотеката с действията на магьосник.
Тук започва и съществената част на романа. След съвземането си, Дон Кихот моли своя съсед – Санчо Панса, да му стане оръженосец, обещавайки му, че ще го направи цар на някой остров, и двамата тръгват на пътешествие, изпълнено с различни приключения. Първото от тях е с вятърните мелници, които Дон Кихот вижда като образи на тиранични великани, изпратени от зли сили.
Друго тяхно приключение отново е свързано с отсядането им в крайпътен хан, който Дон Кихот отново вижда като замък, а прислужниците като принцеси. Там двата персонажа споделят едно таванско помещение. Господарят спи на леглото, а оръженосецът на килима до него. Там отново предизвикват сблъсък и биват тежко ранени. Заради вярванията на Кихот лекуват раните си със смес, която ги кара да се чувстват още по-зле.
Първата част на романа завършва с арестуването на Кихот и прибирането му вкъщи. Авторът загатва за създаването на втори роман като споменава, че има намерени още ръкописи от пътешествията на героите. Двете части са публикувани като едно произведение, но реално втората излиза едва 10 години след първата. Първата част е комедийна, докато втората е доста по-сериозна и философска. Книгата завършва с осъзнаването на Дон Кихот. Той е тежко болен и една нощ, след като се буди от някакъв сън, успява да върне целия си здрав разум и се извинява за всички нанесени щети. Авторът подчертава, че няма повече приключения, свързани с героите и всяка следваща книга за тях ще бъде фалшива. В процеса на развитие на историята и двамата герои преживяват метаморфоза, като възприемат част от основните черти на другия. Техните приключения са смешни и забавни, като в повечето случаи вършат повече злощастия на себе си и на хората около тях, отколкото добрини.

## Персонажи
Двамата главни персонажа в романа са Дон Кихот и Санчо Панса. В началото на творбата те са две изключително противоположни личности. Нека започнем от там, че Дон Кихот е благородник, а Санчо Панса е един обикновен селянин, прагматик, материалист. Светът на Дон Кихот сякаш е пълен с хармония. Той смята, че трябва да следваш своя идеал, да успееш да го осъществиш, да се бориш за мечтите си, да вършиш добро, да носиш справедливост, за да може да оставиш някаква следа след себе си. Непрекъснато се хвърля в приключения, без да се замисля за последствията, до които могат да доведат. За разлика от него, оръженосецът му гледа да бъде страничен наблюдател на тези подвизи. Санчо Панса е човек от простолюдието, реалист, който има доста житейски проблеми и е силно обременен от тях. Той е лаком, хитър, предпазлив и остроумен. За него важна е не психическата удовлетвореност, а физическата, т.е да се чувства отпочинал, да няма липса на храна и вода. Образите на двамата герои не са измислени просто така, напротив, те са образ на огромна част от испанското население през епохата. Персонажите са толкова реалистични и убедителни, поради причината, че освен хубавите, включени са и не толкова приятните черти в характерите им. Санчо Панса се различава от своя господар с трезвия си ум. Докато Дон Кихот вижда вятърните мелници като великани, крайпътните ханове като замъци, неговият оръженосец ги вижда такива, каквито всъщност са – мелници и ханове. Това качество на Санчо Панса е оценено от Сервантес. Чрез постоянните разговори между двамата, Дон Кихот успява да накара оръженосеца си да се докосне до този различен от неговия свят, който впоследствие дори му допада. Той научава много от уроците по доблест, честност и мъдрост, които получава от господаря си и тази промяна се забелязва, когато става губернатор. Грижи се за бедните, налага справедливи наказания, но не забравя от къде е тръгнал. В крайна сметка от управлението се отказва сам, защото осъзнава колко важна е свободата.

Дон Кихот е личност, която отразява духовното противоречие между двата свята (реален и въображаем). Неговите идеи и цели остават напълно неразбрани, но това не успява да промени нравствените му възгледи. Той предпочита да живее в своя въображаем свят, в който доброто и злото са две напълно различаващи се понятия. Въпреки силната му вяра, идеите му не успяват да бъдат реализирани и той се предава. Заради грубата действителност се отказва от борбата срещу неправдата и злото, но успява да спечели за свой последовател Санчо Панса, който вече е приел красотата на идеалите на господаря си. Дон Кихот се превръща в един художествен образ, който вече няколко века продължава да вълнува човечеството.

## Любопитни подробности
На испански „кихот“ се използва като епитет за „непрактичен идеалист“. Много популярен на различни езици е и един израз от книгата – „да се бориш с вятърни мелници“.
След Кубинската революция новото правителство основава издателска къща, наречена „Институт на кубинската книга“. Целта на издателството е да отпечатва книги с голяма литературна стойност, които да се разпространяват на достъпна за обществото цена. Първата книга, която излиза от печатниците на института, е „Дон Кихот“ на Сервантес.
- „Дон Кихот и Санчо Панса“, картина от Гюстав Доре, 1863
- „Дон Кихот, възкачил старата си кранта“, художник Оноре Домие

## Теми
Структурата на романа е епизодична. Той може да се приеме като присмех над рицарските романи. За времето си е първият модерен роман и се отнася за нравите – както психологически, така и философски. Романът се разгръща в дълъг период от време и обхваща много теми, които са обединени от реалността по онова време. Героите също са многобройни, както и сюжетните линии. Романът се превръща не само във важно литературно произведение, а и във вдъхновител за много музиканти и хора на изкуството. В него се съдържат елементи на епопея, поради причината, че дава реалистични представи за живота. Има няколко основни мотива в произведението и това са тези за лудостта, за господаря и слугата, за пътуването, за четенето.
Първата част се състои от кратки, несвързани истории, които се въртят главно около едни и същи герои. Във втората част хората вече знаят за героя и той трябва само да успее да запази образи си. Това е и частта, в която е наблегнато над психологическото развитие на персонажите.
Романът на Сервантес все още е актуален. През различните епохи романът е бил тълкуван по различни начини. Например, когато книгата излиза за първи път, читателите я възприемат като комична история. След Френската революция романът се разглежда по съвсем различен начин, етичният модел е обърнат – индивидът може би е прав, докато всъщност обществото греши. През 19. век романът се смята за „журналистически“ коментар на общественото положение. През 20. век на „Дон Кихот“ се гледа не само уникална творба, но и като първият роман на Новото време.

## Създаване
Кога точно е започнал Сервантес да пише своето произведение не се знае със сигурност. Знае се с положителност, че не е преди 1591 г., тъй като в първата част се споменава произведение на друг автор, издадено след тази дата.

## Публикуване
Сервантес е споделял антипатия сред аристократичните и хуманистични кръгове към модата на рицарските романи и си поставя за цел да ги осмее. За тази цел той написва пародия на рицарския роман.
Правата на първата част от романа са продадени през 1604 г., а завършването на печатането на продукта става на 20 декември 1605 г. от мадридското издателство Хуан де ла Куест. Отпечатани са 1700 бройки, но пълни с грешки. Романът предизвиква непосредствен успех. Само за една година книгата търпи пет допечатки, а следващите години достига до шесто издание. Голяма част от изданията са загубени в корабокрушение, но други достигат до Мадрид, Лисабон, Валенсия. Смята се, че са продадени около 10 милиона копия по целия свят. Само година-две след издаването в традиционните маскарадни карнавали в Испания се появяват фигурите на Дон Кихот и Санчо Панса. От 1605 г. в Испания не е издадено нито едно ново заглавие от популярния жанр на рицарския роман. През 1607 г. се появява немско издание на Дон Кихот в Брюксел, а през 1610 г. вече има специално италианско издание. През 1612 г. Томас Шелдън превежда романа на английски, а Сезар Уден, известен полиглот и преводач на Анри IV, прави френски вариант на текста. Двата последни превода внасят известни поправки в историята, но като цяло не я изменят много.
Втората част на Дон Кихот се появява през 1615 г. и е  отговор на публикувания през 1614 г. роман-фалшификат на анонимен автор, който само се подписвал като Авалянеда (Алонсо Фернандес Авалянеда). Книгата претендирала да е продължение на историята за забавния идалго. Историците и досега не могат да разкрият истинската личност зад псевдонима Авалянеда. Творбата на незнайния автор не е лишена от литературни качества, но изопачава идеята на първата част и в предговора осмива самия Сервантес. Сервантес, който вече бил написал две трети от втората част, завършва по-скоро своето произведение. Втората част се появява в късната есен на 1615 г., няколко месеца преди смъртта на своя създател. Втората част също доста бързо е препечатана в Брюксел, Валенсия (1616), Лисабон (1617). Много хора са единодушни, че продължението е по-дълбоко и по-богато. През 1617 г. в Барселона двете части са публикувани като едно издание.

## Интерпретация
Подобно на всички класически литературни произведения, Дон Кихот също е подложен на множество интерпретации. Мигел де Сервантес предоставя през 1615 г. първия доклад от впечатления на читатели. Рецензията е представена от лицето на Санчо Панса с неговите думи и начин на изразяване. Отзивите са различни, сред тях се виждат мнения като „луда, но забавна история“ (loco, pero gracioso), „дръзко, но на моменти тъжно“ (valiente, pero desgraciado), „учтиво, но и някак неприлично“ (cortés, pero impertinente) (глава втора от втората част). Мнения, които се препокриват със следващите тълкувания на критиката: смесица между комично и сериозно. За своето време обаче романът е като книга, по думите на Сервантес „за развлечение“, хумористичен разказ с пикантни подробности и пародия на рицарските романи. Самият автор споделя тези свои намерения и цели в пролога на книгата си, както и в последния абзац на втората част, въпреки че писателят не крие своето искане да засегне много по-дълбока тема, която да прескочи границите на комичното.
Харолд Блум казва, че Дон Кихот е първия модерен роман, който има протагонист, чиито действия и разсъждения влизат в пълно противоречие с принципите на Фройд за „нуждата от умиране“. Блум още твърди, че романа засяга множество теми и е многопластов, но главна тема е нуждата на човека да понася страдания.

## Влияние
Романът е своеобразна енциклопедия за живота в Испания от XVII век и е изпълнен с дълбоко социално и философско съдържание.

## Романът в България
Първото българско издание на първия том е в превод на Христо Самсаров, вероятно от френски език, в Русе, 1882 г. Други ранни издания на книгата са направени от Янко Ковачев (1895), Петър Кабакоев (1910), Николай Вранчев (1923, 1927) и др.

## Дон Кихот в киното
- Първия опит за екранизация на Дон Кихот на киноекран е дело на френската кинокомпания „Гомон“ през 1898 г. Това представлява кратка сценка, озаглавена „Дон Кихот“, но не са запазени копия от филма.